# Dejvid Henri
Dejvid Henri (engl. David Henrie) je američki glumac. Poznat je po glavnoj ulozi Džastina Rusoa u seriji Čarobnjaci sa Vejverli Plejsa.

## Spoljašnje veze
- Dejvid Henri na sajtu  (jezik: engleski)